# Habenaria salaccensis
Habenaria salaccensis är en orkidéart som beskrevs av Carl Ludwig von Blume. Habenaria salaccensis ingår i släktet Habenaria och familjen orkidéer. Inga underarter finns listade i Catalogue of Life.